# Bahdží

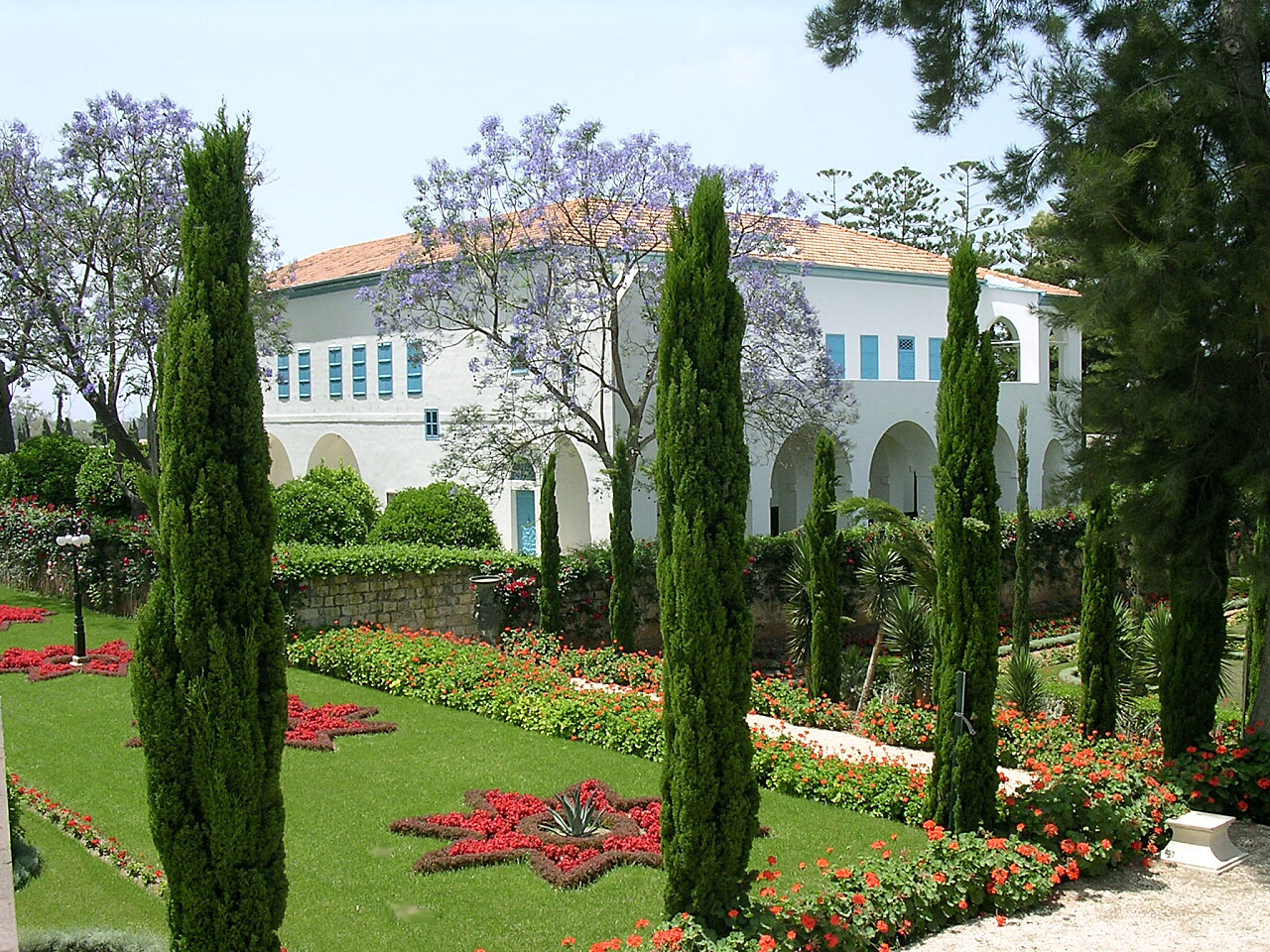
Pohled na sídlo

Bahdží je jméno venkovského sídla ležícího nedaleko izraelského města Akko, kde v roce 1892 zemřel Bahá’u’lláh, zakladatel Bahá’í víry, a kde jsou zde uloženy jeho ostatky. Jeho svatyně je poutním místem pro všechny Bahá’í světa a zároveň i kiblou pro Bahá’í denní modlitbu.